# Villanueva de Rosales
Villanueva de Rosales es un despoblado español del municipio de Medina de Pomar, perteneciente a la provincia de Burgos, en la comunidad autónoma de Castilla y León.

## Historia
Hacia mediados del siglo XIX, el lugar, por entonces perteneciente al municipio de Junta de la Cerca, tenía contabilizada una población de 31 habitantes. Aparece descrito en el decimosexto y último volumen del Diccionario geográfico-estadístico-histórico de España y sus posesiones de Ultramar de Pascual Madoz con las siguientes palabras:

VILLANUEVA DE ROSALES: ald. en la prov., aud. terr., c. g. y dióc. de Búrgos (15 leg.), part. jud. de Villarcayo (2 1/2), ayunt. y juntas de La Cerca. sit. en una altura, con buena ventilacion y clima frio, pero sano. Tiene 10 casas y una igl. parr. (San Bartolomé) servida por un cura párroco. El térm. confina N. Villasante; E. Govantes; S. Heruela, y O. Rosales.El terreno participa de monte y llano, es de buena calidad: le cruzan varios caminos locales en muy mal estado. prod.: cereales, legumbres y frutas; cria ganado lanar y cabrio; caza de liebres y perdices. pobl.: 5 vec., 19 alm. cap. imp.: 123 rs.
(Madoz, 1850, p. 207)

Del lugar, que quedó despoblado en torno a 1965, quedan algunos restos. Pertenece en la actualidad al municipio de Medina de Pomar.